# Tropiocolotes yomtovi
Tropiocolotes yomtovi — вид геконоподібних ящірок родини геконових (Gekkonidae). Мешкає на Близькому Сході. Описаний у 2022 році. Вид названий на честь ізраїльського зоолога Йорама Йом-Това.

## Поширення і екологія
Tropiocolotes yomtovi мешкають на Синайському півострові, на території Ізраїлю і Йорданії та на півночі Саудівської Аравії. Вони живуть в пустелях. Живляться дрібними безхребетними.